# Phalaenopsis doweryensis
Phalaenopsis doweryensis är en orkidéart som beskrevs av Leslie Andrew Garay och Eric Alston Christenson. Phalaenopsis doweryensis ingår i släktet Phalaenopsis och familjen orkidéer. Inga underarter finns listade i Catalogue of Life.